# Manfred Kuhn

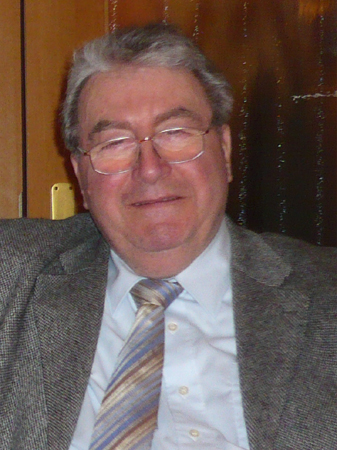
Manfred Kuhn im Jahr 2008

Manfred Kuhn (* 2. Oktober 1931 in Winterlingen, Württemberg; † 11. Juni 2011) war ein deutscher Chemiker und Hochschullehrer.

## Leben
Nach dem Abitur 1950 in Albstadt Ebingen studierte Kuhn ab dem Wintersemester 1950/51 an der naturwissenschaftlich-mathematischen Fakultät der Universität Freiburg Chemie. 1960 schloss er dort mit seiner Dissertation im Fachgebiet „Physikalische Chemie“ ab. Anschließend arbeitete er bis 1963 am Institut für Textilchemie der Universität Stuttgart als wissenschaftlicher Angestellter. Ab August 1963 arbeitete er in der Lebensmittelindustrie bei den Unifranck Lebensmittelwerken in Ludwigsburg. 1973 wurde er Professor für Technische Chemie, Statistik und allgemeine Chemie an der Fachhochschule Aalen, 1980 wechselte er an die BPH Esslingen als Professor für Getreide- und Fleischtechnologie. 1987 wurde er Professor an der Universität Hohenheim. Dort baute er den Fachbereich Getreidetechnologie auf. Am 9. Juni 1999 wurde ihm die Neumann-Medaille der Arbeitsgemeinschaft Getreideforschung verliehen.
Im 80. Lebensjahr ist Manfred Kuhn am 11. Juni 2011 im Kreise seiner Familie verstorben.

## Veröffentlichungen (Auswahl)
- Infrarotspektroskopische Strukturuntersuchungen an Pseudohalogenaminen und Derivaten. Universität Freiburg i. Br., Naturwiss.-math. Fakultät, Dissertation vom 17. November 1960.